# Victor - La storia segreta del dott. Frankenstein
Victor - La storia segreta del dott. Frankenstein (Victor Frankenstein) è un film del 2015 diretto da Paul McGuigan.
La pellicola si basa sul celebre romanzo Frankenstein di Mary Shelley e le vicende sono narrate dal punto di vista di Igor, assistente del protagonista.

## Trama
Nella Londra del 1860, l'ambizioso studente di medicina Victor Frankenstein assiste a uno spettacolo circense in cui aiuta a salvare la ferita trapezista Lorelei con l'aiuto di un gobbo che è stato reso schiavo dal capobanda del circo Barnaby e nutre dei sentimenti per la ragazza. Colpito dalla conoscenza dell'anatomia umana del gobbo, acquisita da libri rubati, Victor lo salva, drena la ciste sulla sua schiena che causa la sua anomalia fisica e gli dà un'imbracatura per migliorare la sua postura, quindi lo chiama "Igor Straussman" come il suo compagno di stanza che non è spesso a casa. I due diventano partner negli esperimenti in corso di Victor per resuscitare la vita attraverso mezzi artificiali, incorrendo nell'ira dell'ispettore di polizia religiosa Roderick Turpin, che considera i loro esperimenti una bestemmia.
Victor si procura parti di animali morti e fa in modo che Igor ne ripari gli organi, che Victor usa segretamente per creare una creatura mostruosa simile a uno scimpanzé, soprannominata "Gordon".
Igor si riunisce a Lorelei, che ora si spaccia per l'amante di un barone gay represso, sconvolgendo Victor, che vede Lorelei come una distrazione. Igor invita Lorelei a una dimostrazione del loro esperimento, che va storto quando Gordon scappa e scatena il caos nell'università. Alla fine viene ucciso da Victor e Igor. Lorelei è inorridita dagli esperimenti di Victor e spinge Igor a impedirgli di indagare ulteriormente sulla questione. Igor è riluttante a farlo dopo aver appreso che Victor è spinto dalla necessità di espiare il suo ruolo indiretto nella morte del fratello maggiore, Henry, per la quale il padre autoritario di Victor incolpa Victor.
Victor viene espulso dal college per i suoi metodi poco ortodossi, ma attira l'attenzione del suo ricco compagno di classe Finnegan, che vuole che crei una creatura umanoide artificiale. Victor e Igor delineano un colosso chiamato "Prometeo". Tuttavia, la relazione sempre più profonda di Igor con Lorelei causa presto una frattura tra loro.
La polizia fa irruzione nel laboratorio di Victor, decisa a distruggere le sue invenzioni. Durante l'irruzione, Igor inciampa nel cadavere del vero Igor Straussman, morto per overdose, e nella fonte degli occhi che Victor aveva usato nei suoi esperimenti. Quando attacca Victor, Turpin perde una mano e rimane accecato da un occhio. Victor e Igor scappano su una carrozza inviata da Finnegan e vengono portati nella tenuta della sua famiglia. Turpin viene messo in congedo medico da Scotland Yard per aver invaso la casa di Victor senza mandato.
Finnegan fornisce agli scienziati i fondi per costruire Prometeo e offre loro strutture di laboratorio nella tenuta di famiglia in Scozia. Igor è sospettoso di Finnegan e indignato con Victor per il suo trattamento di Straussman. Dopo un litigio, Victor parte per la Scozia da solo. Finnegan rapisce Igor e progetta di uccidere Victor una volta completato Prometeo per trasformare la sua creazione in un'arma. Igor viene quindi gettato nel Tamigi per annegare, ma riesce a scappare e si riunisce a Lorelei, che lo cura fino a farlo tornare in salute.
Per salvare Victor, Igor e Lorelei si imbarcano per la tenuta di Finnegan. Igor trova Victor sul punto di usare un fulmine per animare Prometeo. Victor ignora le sue suppliche e attiva la macchina. Un'ondata di corrente sovraccarica i macchinari, uccidendo Finnegan e molti dei suoi dipendenti. Durante il caos che ne consegue, arriva un Turpin infuriato. Prometeo si risveglia. Victor è inizialmente estasiato dal fatto che l'esperimento abbia funzionato, pensando che Prometeo sia il suo fratello resuscitato Henry. Victor si rende rapidamente conto che l'esperimento è fallito: Prometeo non ha coscienza e non può parlare. Turpin apre il fuoco su Prometeo, che si infuria, lo uccide e quasi uccide Victor. Ritornato in sé, Victor unisce le forze con Igor per uccidere Prometeo pugnalandone i suoi due cuori.
La mattina dopo, Igor si riunisce a Lorelei, che gli consegna una lettera scrittagli da Victor. In essa, Victor si scusa per tutte le sofferenze che ha causato e permette a Igor di vivere la sua vita con Lorelei. Sapendo che lavorerà per migliorare il futuro predecessore di Prometeo, Victor informa Igor di essere pronto per quando Victor potrebbe un giorno chiedere il suo aiuto, pur riconoscendo che Igor è la sua "creazione più grande". Victor si ritira nella campagna scozzese in cerca di nuove scoperte.

## Produzione
Il progetto fu annunciato per la prima volta nel 2011 da 20th Century Fox, con Max Landis incaricato di scrivere la sceneggiatura. A settembre del 2012, Paul McGuigan è stato scelto come regista, mentre Daniel Radcliffe è entrato in trattative per partecipare al film, venendo infine scelto come Igor nel 2013. A luglio dello stesso anno, James McAvoy è entrato nel cast nel ruolo di Victor Frankenstein.
La lavorazione si è tenuta principalmente nel Regno Unito, dal 25 novembre 2013 al 20 marzo 2014.

## Promozione
Il primo trailer del film viene diffuso il 18 agosto 2015.

## Distribuzione
Originariamente programmata per il 17 ottobre 2014, l'uscita del film è stata posticipata prima al 16 gennaio 2015, poi al 2 ottobre, ed infine al 25 novembre dello stesso anno.
Il film è stato distribuito nelle sale cinematografiche statunitensi a partire dal 25 novembre del 2015. In Italia è uscito il 6 aprile 2016.

### Divieti
Negli Stati Uniti, la pellicola è stata vietata ai minori di 13 anni non accompagnati per la presenza di "immagini macabre, violenza e sequenze di distruzione".

## Riconoscimenti
- 2015 - Creativity Awards
  - Outstanding Creative Design Award